# Alamara Nhassé
Alamara Ntchia Nhassé (nacido el 2 de junio de 1957) es un político de Guinea-Bisáu, Primer ministro del país del 9 de diciembre de 2001 al 17 de noviembre de 2002. Nhassé es actualmente el presidente del Partido de Reconciliación Nacional; anteriormente dirigió el Partido de la Renovación Social (PRS).

## Trayectoria
Nhassé es un experto en agricultura, y fue capacitado en Cuba y en la Unión Soviética. Después de que el candidato del PRS Kumba Ialá fuera elegido Presidente, Nhassé fue nombrado Ministro de Agricultura, Agua, Silvicultura y Caza en el gobierno formado el 19 de febrero de 2000. Más tarde, en el gobierno formado el 25 de enero de 2001, fue designado ministro de Agricultura y Pesca. Bajo el gobierno del Primer Ministro Faustino Imbali, fue nombrado ministro del Interior luego de que Artur Sanhá fuese destituido el 29 de agosto de 2001. Después de ser destituido Imbali, Nhassé lo reemplazó como Primer Ministro el 9 de diciembre de 2001. El 15 de enero de 2002, una convención del PRS lo eligió como presidente del partido. Una crisis del gobierno acabó con su mandato y obligó a su gobierno a disolverse. Nhassé renunció a la presidencia de la PRS el 15 de noviembre de 2002 y dos días después, Mário Pires fue designado para suceder a Nhassé como Primer Ministro.
En las elecciones presidenciales de 2005, Nhassé apoyó al candidato João Bernardo Vieira. Después de la elección de Vieira, Nhassé llamó a Carlos Gomes Júnior a renunciar como Primer Ministro; Gomes Junior luego perdió su base parlamentaria después de que 14 de los 45 delegados parlamentarios del PAIGC de Gomes abandonaron el partido.
Nhassé es actualmente el presidente del Partido de Reconciliación Nacional. No logró ganar ningún escaño en las elecciones parlamentarias de 2008, y aceptó la derrota de su partido.